# Erycibe sericea
Erycibe sericea är en vindeväxtart som beskrevs av Hoogl. Erycibe sericea ingår i släktet Erycibe och familjen vindeväxter. Inga underarter finns listade i Catalogue of Life.